# Tjörneshreppur
Tjörneshreppur és un municipi d'Islàndia, a la regió de Norðurland eystra. Té una extensió de 198,9 km² i una població de 53 habitants a primer de gener de 2025. El municipi cobreix la major part de la península de Tjörnes, entre la badia de Skjálfandi i el fiord d'Öxarfjörður.
Tjörneshreppur, en la seva forma actual, es va establir el 1912 quan el districte de Húsavík es va dividir en dues parts. El districte estava format pels pobles de Húsavík, Tjörnes i Reykjahverfi, però la població de Húsavík i els seus voltants immediats van continuar anomenant-se Húsavíkurkauptúnið i es trobava com una falca al mig de Tjörneshreppur, tal com era llavors. Aleshores, el districte es va dividir en dos de nou el primer de gener de 1933, i la part sud, Reykjahverfi, es va convertir en Reykjahreppur.
Des del segle XI, la zona que abastava des de la terra de Máná, al nord de Tjörnes, l'assentament al llarg de la costa del cap a l'oest fins al fons de Skjálfandaflói i Reykjahverfi, era un municipi que aleshores s'anomenava Tjörneshreppur. Al segle XVIII o XIX, el nom va canviar a Húsavíkurhrepp, que era la seu de l'assemblea del comtat, i el 1912, quan la ciutat de Húsavík es va convertir en un municipi independent, naturalment va conservar aquest nom.